# گاربولتس
گاربولتس (به مجاری:  Garbolc) یک شهرداری در مجارستان است که در سابولچ-ساتمار-برگ واقع شده‌است. گاربولتس ۷٫۲۶ کیلومتر مربع مساحت و ۱۴۸ نفر جمعیت دارد.